# Daverio
Daverio (Devé in dialetto varesotto) è un comune italiano di 3 030 abitanti della provincia di Varese in Lombardia.

## Storia
Il paese deriva da originarie popolazioni stanziate da tempi molto antichi. Nelle zone paludose, ancora da indagare, sono molto probabilmente presenti resti palafitticoli, attualmente più speculati che provati.
Si pensa che il nome Daverio derivi dal latino De Verris, una famiglia romana anticamente stanziata sul territorio.
La chiesa parrocchiale sarebbe stata costruita su un terreno che in tempi molto antichi ha ospitato un tempio dedicato a Mercurio. Nella zona sono stati rinvenuti i resti di una necropoli e ritrovamenti sporadici fanno pensare ad uno stanziamento in epoca romana di piccole o discrete dimensioni. Il fatto che esistesse un luogo di culto è indice di una presenza ben strutturata.
Il paese ha ruotato a lungo nei secoli attorno alle famiglie nobili dei Sessa (per Daverio) e dei Bossi, i clan nobiliari che hanno dato il nome alla Valbossa.

## Monumenti e luoghi d'interesse

### Architetture religiose
La chiesa di S. Maria Assunta (1400), fatta edificare dai nobili Sessa nel centro del paese, la parrocchiale dei Santi Pietro e Paolo (1890) e la chiesetta di S. Giovanni di Dobbiate (1300/1400) contengono le più importanti opere d'arte della zona, per la maggior parte affreschi. Nella parrocchiale si segnala la presenza di un pregevole organo costruito da Giovanni Mentasti di Varese nel 1879.

### Architetture civili
Le ville Sessa (poi Beonio Brocchieri, oggi Morotti) e Silbernagl sono chiari esempi di ville lombarde, molto ben tenute e artisticamente ricche: tutte sono oggi adibite ad attività commerciale relativa ad antiquariato e mostre.

## Società

### Evoluzione demografica
- 372 nel 1751
- 627 nel 1805
- 1010 dopo annessioni di Bodio, Lomnago, Crosio e Galliate
- 852 nel 1853

Abitanti censiti

### Istituzioni, enti e associazioni

#### Gruppi culturali
- AVA Associazione Valbossa Astrofili
- Associazione Amici dell'Arte
- Pro Loco Daverio
- Gruppi teatrali
- Polisportiva Daverio

#### Gruppi benefici
- Gruppo Marcia dell'Arcobaleno
- Gruppo Burundi

## Economia
Daverio è situato nella Valbossa, territorio ricco di boschi, con attività sia industriali che agricole a fare da motore per l'economia della zona.
Prevalentemente vi è produzione di manufatti industriali come prodotti per l'imballaggio e tubi flessibili; importante è anche la produzione alimentare con prodotti caseari, e di salumeria.
Sono presenti ditte che si occupano di meccanica e ottica.

## Amministrazione
| Periodo        | Periodo        | Primo cittadino         | Partito                          | Carica  | Note |
| -------------- | -------------- | ----------------------- | -------------------------------- | ------- | ---- |
| 30 maggio 2006 | 4 giugno 2016  | Alberto Tognola         | lista civica                     | Sindaco |      |
| 5 giugno 2016  | 5 ottobre 2021 | Franco Vincenzo Martino | lista civica Star bene a Daverio | Sindaco |      |
| 5 ottobre 2021 |                | Marco Colombo           | lista civica Daverio Davvero     | Sindaco |      |

## Sport
Lo sport, in questo paese, è da considerarsi diviso in due gruppi distinti: quello oratoriale dove si pratica il calcio nel campionato C.S.I. di Varese (la squadra maschile di Daverio è da più di dieci anni nella Serie A del C.S.I.) e quello della Polisportiva Daverio, che vanta numerosi successi a livello regionale nella pallacanestro agonistica e professionistica.